# Študlov (Zlín)
Študlov é uma comuna checa localizada na região de Zlín, distrito de Vsetín.